# Joonas Suotamo
Joonas Viljami Suotamo (Espoo, 3 oktober 1986) is een Finse ex-basketbalspeler en acteur. 

## Biografie
Suotamo werd geboren in 1986 is Espoo, Finland. Hij trok naar Amerika om er te gaan studeren aan de Pennsylvania State University en baskette er bij de Penn State Nittany Lions. Hij behaalde er zijn bachelor Film en video. Nadat hij afstudeerde keerde hij terug naar Finland, waar hij ging spelen bij het basketbal-team van zijn geboortestad Espoo. 
Zijn eerste grote rol kreeg hij in Star Wars: Episode VII: The Force Awakens, waarin hij in de meeste scènes de rol van Chewbacca overnam van Peter Mayhew. In 2017 maakte Lucasfilm bij de aankondiging van de Han Solo-film bekend dat Suotamo officieel de rol van Mayhew overnam.

## Filmografie
| Jaar      | Productie                                    | Rol         |
| --------- | -------------------------------------------- | ----------- |
| 2015      | Star Wars: Episode VII: The Force Awakens    | Chewbacca   |
| 2017      | Star Wars: Episode VIII: The Last Jedi       | Chewbacca   |
| 2018      | Solo: A Star Wars Story                      | Chewbacca   |
| 2019      | Star Wars: Episode IX: The Rise of Skywalker | Chewbacca   |
| 2022-2023 | Willow                                       | The Scourge |
| 2024      | The Acolyte                                  | Kelnacca    |
| 2025      | Wednesday                                    | Lurch       |